# 水野朝陽
水野 朝陽（みずの あさひ、1990年11月12日 - ）は、日本のネイリスト、AV女優。C-more エンターテイメント所属。

## 略歴・人物
東京都出身。2013年2月にAVデビューした、ショートヘアーで長身・巨乳で「清楚系」のAV女優。
現在の所属事務所に自ら応募したことが、デビューの切っ掛け。当初は「映像を作る現場をのぞいてみたいっていう気持ちで、ひっそりやって、ひっそり終えるつもりだった」といい、顔出しもNGだったが、AVという仕事に本気で取り組む人たちを見たこと、イベントで応援してくれるファンと出会ったことでメディア解禁を始める。
趣味は料理、サイクリング、特技はバスケ、弓道、水泳。
2018年12月1日　Twitterにて2019年2月をもって活動終了（引退）を発表した。引退後のインタビューで、デビュー当時から引退まで、時給制のアパレル販売員のアルバイトを続けていたと語っている。
2020年11月17日、AV女優復帰を自身のYouTubeで発表。2021年4月に発表されたアサヒ芸能「2021現役AV女優SEXY総選挙」で第23位。復帰後はネイリストとの仕事を両立しながら継続している。2022年5月に発表されたアサヒ芸能「2022現役AV女優SEXY総選挙」で第28位。同誌では復帰後のお腹周りの中トロ感がむしろエロくなってきたと評されている。
2023年5月22日週FANZA動画フロアランキングにて、出演した『BAZOOKA 冬の大感謝セール コスパ最強ノーカットベスト爆乳限定2749分』（BAZOOKA）が1位を記録。

## 作品

### アダルトDVD
- 赤坂高級回春マッサージ 2（2月13日、DOC）
- 僕の知らない妻を見たくて、内緒で…（2月21日、DOC）※「水野朝美」名義
- 元バスケ部・長身体育会系娘がドM調教願望を告白。爽やかな笑顔が悶絶アへ顔に堕ちる一部始終!（2月25日、シャーク）
- 本当はエロい…そのへんの素人 あっちゃん22歳（3月25日、ばっふぁろー）※「あっちゃん」名義
- 働くオンナ獲り 【タイトスーツの美尻OLをハメ廻せ!!】 vol.23 西新宿 美尻編（4月2日、プレステージ）
- 美少女即ハメ白書 11（4月19日、ソクハメラボ）
- 自ら夫に「SEXして!」と言えなく、抱いて欲しくてしょうがないSEXレスな美人主婦は家に上がって来る男で欲求を満たす（6月1日、DOC）
- パンストRQ（6月13日、E-BODY）
- ガチナンパ! 思わずニュル〜ニュル〜っと入っちゃった女の子5人!! 素人さんにお願いしまくって生パン見せてもらった後にマンコキまでさせてもらっちゃいました。 PART.15（6月15日、ピーターズ）
- 平凡な奥さん (抜群のカラダを持て余すスケベな新妻)（6月25日、ドラゴンズゲート）
- 夢持ち素人応援企画 1（7月1日、プレステージ）
- Hの最中にバレないよう妻に目隠しして旦那と入れ替わったAV男優の超絶テクニックで何度も激イキさせられている最愛の妻をカメラで撮ってみませんか?（7月18日、SODクリエイト）
- 国民的ショートカット美少女（8月8日、アイエナジー）
- 一般奥さんが黒マラ陥落（8月25日、デモンズ/妄想族）※「Aさん」名義
- “いい尻してる!”と社内で話題の新卒そろえました! 初撮り! 新卒1年目SOD女子社員限定 美尻まる出し大赤面!ミニスカ半ケツ業務研修（9月19日、SODクリエイト）※「奥村由実」名義
- 親友は、本当はオンナのコ（9月19日、アイエナジー）
- 朝から晩まで中出しセックス 4（10月24日、アイエナジー）
- 膣口まであと3cm!あわや受精!? 生マ○コキで射精しまくりました!（11月22日、最強）
- 3日間滞在して、寝食を共にする超高級美女ソープ（12月5日、アイエナジー）

- 羽田発CA専門 整体施術院 VI（1月1日、変態紳士倶楽部）
- 現役女教師 中出しドM教室（1月7日、BeFree）
- 「中に出して… 夫と子供には内緒」 自宅で愚痴聞き屋に中出しセックスをせがむ美人人妻たち（1月24日、S級素人）※「綾香」名義
- 子供と旦那が帰宅するまで1時間 「赤ちゃんできてもいい…もっともっと奥で下さい」 自宅で足を絡めて何度も求める 「中出し6発」でやっとママは満足 5（2月6日、SODクリエイト）※「ノゾミ」名義
- 生中出し若妻ナンパ! 文京区編（2月14日、S級素人）
- あなたの街で噂の看板娘特集！街撮り即交渉で着衣セックス! お昼休みの美人素人歯科衛生士ナンパ（2月20日、DEEP'S）※「かなこ」名義
- 息子の大きすぎるチンポが気になって…（3月1日、ABC/妄想族）
- 麻薬捜査官 ヤク漬け膣痙攣（3月6日、アイエナジー）
- 一日限定。極上素人娘をお貸しします。（3月28日、S級素人）
- みごとな巨乳が僕の顔面すれすれ!! 小さい頃、一緒に寝たりお風呂に入ったりするくらいスゴく仲の良かった親戚のお姉ちゃんが突然、我が家に遊びに来て僕の部屋でお泊まりする事に!!だけど蒲団は一つしかないので昔と同じように一緒に寝るしかない!!しかもあろうことか親戚のお姉ちゃんは僕の大好きな巨乳ちゃんに成長していた!!しかもしかも寝相が悪く、服が徐々にはだけて露わになった生おっぱいが隣で寝てるボクの目の前、推定1cm未満!!瞬きもせず生おっぱいガン見のボクは当然フル勃起!!我慢出来ずに勃起チ○ポを柔らかそうな巨乳に突き刺してヤリました!!当然その後…。（4月24日、アパッチ）
- 温泉で卓球にあけくれる友達のお母さんと夜のチ●ポン対決 3（4月25日、SCOOP）
- 女教師中出し20連発（5月22日、アイエナジー）
- 自宅に派遣された美乳女子大生講師をハメる 5（5月23日、S級素人）
- 中出し義母相姦 〜父さんがいなくなって数年が経ち、僕はようやく結婚できる年になった〜（6月1日、VENUS）
- 中出し派宣言!! 120分ノーカットでお届け!! 「普段から中出しなんで楽しみですよぉ」（6月6日、クリスタル映像）
- 最高級三ツ星巨乳ホテルコンシェルジュのSEXスイートサービス… 4時間 2（6月13日、BAZOOKA）
- ガマン出来ない肉食系痴女 4時間 4（6月13日、BAZOOKA）
- 朝陽ママとのやらしい生活（7月1日、VENUS）
- 世界一勃起が持続するガン反りチ○ポ男のSEX（7月10日、アイエナジー）
- 麗しの美人OL Premium Beauty（7月11日、BAZOOKA）
- 母を犯すと決めた日（7月19日、ABC/妄想族）
- すぐにSEXができるエロシェアハウス! 朝から晩までルームメイトと濃厚生中出しセックス（7月25日、セレブの友）
- 完全未公開主観フェラ（7月25日、TECHNO BREAK）
- 緊縛令嬢姉妹 〜Mr.ミネック緊急参戦SP〜（8月1日、million）
- 欲求不満な人妻は若い男にオナニーを見せつけ誘惑し自分の性欲を満たす為に男を犯しイキまくる!（8月1日、MAGIC）
- 催眠隷女 ジムインストラクター A.Mizuno（8月1日、催眠研究所）
- ふしだらな若妻達不倫3本立て 見つめ合って接吻して背徳セックスに酔いしれる（8月7日、ヒビノ）
- ケータイに夢中な女子校生は挿入されても気づかない 2（8月7日、ROCKET）
- ボンデージガール Gカップ痙攣SEX（8月7日、BeFree）
- レズに堕ちていく私 〜一寸先はレズ地獄〜（8月7日、ビビアン）
- 女のカラダは腰使いで決まる! 4時間 10（8月8日、BAZOOKA）
- （極秘）乱交パーティに派遣します 5（8月13日、みるきぃぷりん♪）
- 私立スペレズ女学院 3年壁チ○ポ組（8月21日、ROCKET）
- 終わらない淫支配（8月22日、クリスタル映像）
- 抜かずの14発中出し+1（8月22日、EROTICA）
- 団地妻 中出し願望の昼下がり（8月25日、ビッグモーカル）
- 夫が出社した後は、義父といつも二人きり…。（8月25日、マドンナ）
- 透き通るほど色白美肌厳選絶対的美乳 お姉さんマン汁べっとり快感ディルドオナニー!（8月25日、セレブの友）
- 凄い身体の母子と1日で40回も子作り（9月1日、ZUKKON/BAKKON）
- 裸のペット 敏感美乳妻を飼う男の物語（9月1日、ローグプラネット/妄想族）
- 逆愛人契約! 中出し10発するまで許さない淫乱痴女（9月12日、BAZOOKA）
- 婦人科医師が行うぐちゃまん検診 媚薬を塗られ液だく悶絶する人妻（9月12日、I.B.WORKS）
- こちら全裸家政婦派遣所 美乳課 水野朝陽です。（9月12日、Nadeshiko）
- 素裸族 4 金持ち夫婦ギャンブル破産!! 異国の貧困街で裸一貫生中出しSEXテント生活（9月25日、セレブの友）
- Gcupくびれボイン 新人ソープ嬢（10月1日、MOODYZ）
- スケイス 9（10月7日、みるきぃぷりん♪）
- 誘惑女教師 〜巨乳タイトスカート編〜（10月7日、PREMIUM）
- 即ハメ×痙攣×汗だく×中出し大情熱SEX（10月10日、クリスタル映像）
- 自慰快楽パラノイド 12（10月13日、セレブの友）
- 催眠素顔 11（10月15日、催眠研究所）
- 現役巨乳女教師の危険日中出しオフ会（10月19日、OPPAI）
- 新任女教師 水野朝陽 マシンバイブ調教×催淫三角木馬×危険日中出し15連発 そのすべてで潮!潮!潮! 9（10月23日、サディスティックヴィレッジ）
- 誘惑ボンデージ 淫らなカラダと絶頂セックス（11月1日、ワンズファクトリー）
- 大量に汗とマン汁を吹き散らして絶頂しまくる発情レズ奴隷（11月1日、ヴィ）
- お母さんのHな勃起乳首が気になって…（11月1日、ABC/妄想族）
- OLの黒ストッキングでイジメられた僕（11月5日、フリーダム）
- 素人参加痴漢 2 〜仕事・家庭・全てを忘れ魂のザーメンぶっ放しドキュメント〜（11月8日、ナチュラルハイ）
- 水野朝陽の凄テクで10発射精させちゃったラブラブ温泉旅行（11月8日、アイエナジー）
- ピチピチな制服で接客させられた巨乳店員（11月8日、AKNR）
- うっかりブラを忘れてしまいました（11月13日、タカラ映像）
- 僕だけの巨乳女教師ペット（11月13日、溜池ゴロー）
- 年上の誘惑快楽痴女!! 挑発焦らし淫語快楽究極竿シゴキ中出しSEX!（11月13日、セレブの友）
- 日焼けあとが残る裸体で男を誘惑する痴女（11月14日、BAZOOKA）
- マジックミラー号 お昼休みの巨乳OL乳もみ検診 ねっとり揉まれて愛液ダラダラになったオマ○コに激ピストンSEX&Hearts;（11月20日、SODクリエイト）※「くみ」名義
- 巨乳の姉との15年ぶりの混浴で弟ち○ぽはフル勃起!! 家族旅行中の素人姉弟がエッチなミッションにチャレンジ! 両親には内緒で混浴温泉で二人っきり&Hearts; 温泉でおっぱいとおち○ちんの洗いっこをしたら姉と弟は近親相姦に手を出してしまうのか? 2 in箱根温泉（11月20日、DEEP'S）
- マシンバイブで中イキしまくる 5分でガニ股挿入!2分で海老反り潮吹き!（11月20日、サディスティックヴィレッジ）
- 中出し愛好家（11月22日、HMJM）
- 原作・彩画堂 キャストリニューアルで再登場!! 人妻オードリーさんの秘密 2 30歳からの不良妻講座 男とヤリまくる鳳さんのSEX物語 驚愕の完結編!!（11月25日、マドンナ）
- 完全撮り下ろし 巨乳母 夜這い 物語集 〜とある親子の情事〜（12月1日、ABC/妄想族）
- サテン射精（12月5日、フリーダム）
- ω30! アニメを超えたGカップの最高級女体! 清楚系巨乳お姉さんの淫れた危険痴態! 水野朝陽(22)（12月11日、ZeTToN）
- 超絶品BODY 真性中出し大乱交SPECIAL（12月13日、MOODYZ）
- 縛られたい 犯されたい 奥様不倫情事 倫理から外れた快楽性奴隷調教生中出し（12月13日、セレブの友）
- 愛情たっぷりに寄り添う、ぴったり密着手コキ（12月19日、SEX Agent）
- 柔乳凄尻 Fetishist 12（12月22日、メディア総販ソレイル）
- 女捜査官拷問調教 7 狙われた女エージェント〜(初SM)緊縛拘束逆さ吊り拷問人格蹂躙生中出し凌辱（12月25日、セレブの友）
- 洗脳効果抜群!!疲れた女を思うがままに操り、淫乱女に仕立て上げ生中出し放題! 驚愕の【ホットアイマスク&リラクゼーションミュージック】とは…（12月26日、SCOOP）

- 巨乳×アクメ×生姦 強制拘束快楽漬けで肉便器妻に調教! 何回イっても終わらない鬼凌辱中出しセックス! 長身体育会系で有名な水野朝陽（1月1日、ミセスの素顔）
- 体罰女教師（1月5日、フリーダム）
- 罵倒地獄番外編 センズリを馬鹿にする女（1月5日、フリーダム）
- 「夫のために私は動かない…」 人間マネキンになることを強要され羞恥イキに耐え続ける美人妻（1月8日、ナチュラルハイ）
- 某有名スイミングスクールの女性会員が通うスポーツ整体院（1月21日、MAGIC）
- わざわざ大袈裟にジュパジュパ音を立てるフェラチオ 2（1月21日、SEX Agent）
- 膣壁をぐちょぐちょねちょねちょと理想のチ●コ型ディルドが動き回り、白濁の糸を引きながらマン汁がしたたり落ちるオナニーをあなたに見て欲しい（1月21日、SEX Agent）
- イラマチオじゃない腰振りフェラチオ 4（1月21日、SEX Agent）
- 緊縛、寝取られ、野外露出… 夫の性癖に付き合わされる人妻（1月23日、EROTICA）
- AV撮影現場に興味本位でやってきた女性バイトスタッフは隣の部屋からの喘ぎ声で思わず興奮してしまい股も緩くなってヤラしてくれるのか? ヘアメイク編（1月23日、SCOOP）
- 欲求不満の帰国子女が空港から直行する 成田初!!噂のオイルマッサージ 2（1月30日（レンタル）/2月6日（セル）、LEO）
- 大量潮吹き電脳震撼アクメ（2月1日、ヴィ）
- ハイレグ強制ストリップ 〜喰い込み羞恥に悶える美人秘書〜（2月1日、Fitch）
- 二子玉川 巨尻セレブ人妻 骨盤矯正オイルカイロプラクティック 2（2月1日、変態紳士倶楽部）
- 温泉旅館中出し痴漢 3 男湯に連れ込まれ周囲の目に辱しめられ感じてしまう女（2月5日、ナチュラルハイ）
- 個撮モデルにハメ撮りのお願いをしてみたら…（2月5日、ULTIMA）
- 魔少年たちの巨乳奥様狩り 5（2月6日、クリスタル映像）
- ハイレグレースクイーン痴女（2月13日、BAZOOKA）
- ナースや女医が下半身丸出しで医療行為を行う回春療法【リジューヴェネイション】総合病院（2月19日、サディスティックヴィレッジ）
- ボーイッシュビューティー（2月19日、ミル）
- ザ・レイプ・ベストコレクション～暴行魔達への生贄～（2月19日、エンペラー/妄想族）
- 温泉レポートだけのはずが… 素人妻ほろ酔いダマし撮り! 露天で口説いて浮気SEX完全盗撮! CASE7（2月25日、ビッグモーカル）
- 顔出しNG美人妻をナンパして勝手に顔公開! 子育てママに最初で最後の性交渉 ひっそり外したゴム… 濃い〜ザーメンおま●こ生中出し（2月25日、かぐや姫）
- ナメたい!モミたい!吸いつきたい! 巨乳発掘シロウト妻 即ズボナンパ生中出し!!! 3（2月25日、田町ナンパ天国）
- 近所の団地妻に勃起薬を飲まされて、いきなりしゃぶられて2回連続で発射させられて、中出しでスワップセックスまでされてしまった僕。（2月27日（レンタル）/3月6日（セル）、LEO）
- 本番ありの裏風俗で、バックでついている時にこっそりゴムを外し、そのままドップリ生中出ししちゃいました! 7（2月27日、SCOOP）
- 腋を舐められる女達（2月28日、メディア総販ソレイル）
- グラマラスな介護士の淫尻射精管理（3月1日、Fitch）
- サウナレディのお仕事 12 真正中出しフルコーススペシャル（3月5日、SODクリエイト）
- 男女が媚薬を飲んで大乱交SEXを楽しむ最近話題の温泉混浴サークルに行ってきました!10名全員セックス!!（3月5日、サディスティックヴィレッジ）
- 新足裏 生足とストッキングの足裏 Vol.3（3月5日、フリーダム）
- 裏ドM 〜私は本当はド変態マゾなんです。〜（3月6日、h.m.p）
- ゴールデンタイム! 休日OL淫乱交（3月7日、ゴールデンタイム）
- 挑発×美脚パンストフェティシズム 4時間 2（3月13日、BAZOOKA）
- 巨乳レズ団地妻 〜いじめっ子といじめられっ子の愛憎劇〜（3月19日、レズれ!）
- 僕の妻が一番仲良くしてるママ友とヤってしまいました（3月25日、かぐや姫）
- 都内街角の若妻をナンパGET マジ中出ししちゃいました。 4（3月25日、田町ナンパ天国）
- 僕の妻が一番仲良くしてるママ友とヤってしまいました（3月25日、かぐや姫）
- 訪問営業に来たデカ尻ムチムチOL。必死に契約を取ろうと土下座で拝みこんでくるので、勃起チ●コ見せつけたらヤレるのか、ヤレないのか、徹底検証してみました!! 2（3月27日、SCOOP）
- 完全撮り卸し 人妻 夜姦（4月1日、ABC/妄想族）
- 超名門セックス部に入部したから子作り（4月1日、ZUKKON/BAKKON）
- 東京BUNNY NIGHT 8（4月7日、BeFree）
- 入院中の性処理を母親には頼めないからお見舞いに来た叔母にお願いしたら優しい騎乗位でこっそりぬいてくれた 8 中出しスペシャル（4月9日、ナチュラルハイ）
- 夜行バスで声も出せずイカされた隙に生ハメされた女はスローピストンの痺れる快感に理性を失い中出しも拒めない 2（4月9日、ナチュラルハイ）
- ダーク系鬼畜餓鬼んちょ 3 悪ガキ学校立てこもり事件 〜巨乳女教師を人質にとって中出しレイプ動画投稿編〜（4月9日、ROCKET）
- 看護学校の実習で全裸にされ、オマ○コやお尻の穴まで男子に拭かれた私…!（4月9日、サディスティックヴィレッジ）
- 巨乳美女と逆3P中出しハーレムSEX（4月13日、MOODYZ）
- プライベートポルノ（4月16日、グローリークエスト）
- JKディルドオナニー 8（4月17日、OFFICE K’S）
- 超ガン見フェラ 2（4月17日、SEX Agent）
- うら若きニーハイ脚コキ（4月17日、SEX Agent）
- セクハラお●んこ レズビアンオフィス（4月17日、虎堂）
- 乱交でレズれ!（4月19日、レズれ!）
- 巨根 悪徳プロデューサー 1（4月19日、慧萌昂/妄想族）
- 90点の旦那。10点の不倫相手。（4月24日、BALTAN）
- 巨乳女教師が教えるハーレム中出し学園（4月25日、本中）
- 水野朝陽 8時間ベスト（4月25日、セレブの友）※単体ベスト
- わたしを援助して下さい…（4月25日、スーパークリア）
- 水野朝陽 Best 6本番（5月1日、ABC/妄想族）※単体ベスト
- 姉とその同僚がエロすぎたから子作り（5月1日、ZUKKON/BAKKON）
- 帰省妻レズ調教 〜夫の生家に一人きり…嫁小姑レズビアン〜（5月7日、ビビアン）
- 水野朝陽 お貸しします。（5月8日、クリスタル映像）
- 人妻性奴隷 爆乳若妻を淫乱調教（5月8日、オレガ）
- 催眠素顔 13（5月15日、催眠研究所）
- ノーモザイク・レズれ!（5月19日、レズれ）
- 露出狂出没注意（5月20日、RADIX）
- JKしょんべんブチまけダンス 4（5月20日、OFFICE K’S）
- フェラしながらオナニーしちゃう変態性欲女子（5月20日、SEX Agent）
- 玉吸い同時手コキで全ての精液が搾り出される地獄（5月20日、SEX Agent）
- 「足裏という新たなる性器」 網タイツの生地越しでの脚コキ（5月20日、SEX Agent）
- 図書館ひじグリグリ痴漢 図書館で長時間勉強している内気な美女に本を取るフリして無防備な胸にひじをグリグリと擦りつけてパンツにシミができるほど感じさせろ!!（5月21日、アパッチ）
- インポの夫、ギンギンに勃起した夫の同僚!!妻はどっちを選ぶのか!?若くして結婚した女の性欲は止まらない!!（5月22日、SCOOP）
- 2穴拷問レズで自白した潜入捜査官（6月1日、ヴィ）
- 淫語で誘う寸止め焦らし痴女 〜僕を生殺しにして愉しむ妻の妹〜（6月1日、Fitch）
- ガックガクの女（6月5日、ドリームチケット）
- 「あの…マン肉ハミ出してますけど…?」 パンティが食い込みすぎてまさかのハミマン!?強気な女(同級生、同僚…)に侮辱されたり叩かれたり、ストレスの捌け口としていつも散々な扱いを受ける超弱気な僕。いつものようにひどい扱いを受けている時にふと女の股間に目を向けてみると…なんとまさかのハミマン!!キレられるのを覚悟で「あの…マン肉ハミ出してますけど…?」と言ってみたら、女はよっぽど恥ずかしかったのか急にしおらしくなって…（6月6日、Hunter）
- 巨乳美人女将だらけの夢の温泉旅館（6月12日、BAZOOKA）
- ほろ酔いド素人素股体験（6月18日、アパッチ）
- 巨乳の彼女と巨乳のセフレ 夢の二股ハーレム中出し性活（6月19日、OPPAI）
- 女上司の誘惑 〜年下男を弄ぶ美熟女の淫猥絶頂〜（6月25日、マドンナ）
- HYPER FETISH ハイレグいやらしクィーン（6月25日、デジタルアーク）
- デカ尻マニアックス（7月1日、ワンズファクトリー）
- 巨乳水着ギャルばかりを狙う 海の家ナンパエステ 2（7月1日、変態紳士倶楽部）
- 突き出し肉尻 誘惑セックス（7月7日、PREMIUM）
- 中出し禁断介護（7月9日、アイエナジー）
- W美少女密着 逆3Pソープランド（7月13日、MOODYZ）
- 野外夜這いレイプ テントで寝かされ知らぬ間に犯される6人のAV女優たち!!（7月20日、RADIX）
- 「ダメダメ!このままじゃ入っちゃうよ!」 引きこもり生活半年、高校を中退しようとしたその矢先、超おせっかいなお姉ちゃんがボクを心配して部屋に無理やり入ってきてボクを励ましてくる!!正直、ウザい！あまりにもおせっかいでウザいから『ヤラせてくれたら言う事聞いてあげる』と言ったら困り果ててボクの部屋にこなくなると思ったら『ヤラせるのは…でも擦り付けるだけだったらいいよ』と言ってきたのでちょっとビックリ!!遠慮なくお姉ちゃんの股間にイキリたったボクのチンコを擦り付けて結果、素股状態に!!擦り付けるだけという約束だったけど、お姉ちゃんのアソコがヌルヌルになってきてどんどん腰の動きが速くなりヌルっと生挿入!!（7月23日、Hunter）
- サディスティックヴィレッジ8周年記念限定リリース作品 羞恥! イタズラ温泉2015夏★ 2枚組8時間! 新作撮り下ろし 8人全員セックス!! シリーズ最大のパワーアップイタズラ満載スペシャル!（7月23日、サディスティックヴィレッジ）
- 夜這い村に嫁いだ爆乳嫁 五（7月24日、クリスタル映像）
- 焦らしセンズリ鑑賞 目の前にチ●ポがあるのに“待て”を命じられた雌妻たち（7月25日、かぐや姫）
- 接吻しまくり淫口よだれ女（8月1日、ワープエンタテインメント）
- 女を汚すエロティシズム（8月6日、アイエナジー）
- 巨乳揉みしだき痴漢 満員電車で身動きのできない巨乳娘のデカパイを吐息が漏れるまで揉みしだけ!!（8月6日、アパッチ）
- おとんとおかん 5 金はなくとも夫婦愛! 絆とチ○ポが硬くなる 下町純愛情熱セックス（8月13日、セレブの友）
- 床ドン顔騎で勃起200%! 図書委員の仕事を押し付けられた僕を哀れに思ってか、その場に居合わせた先生やクラスメイトが手伝ってくれた。「ちょっと支えてて」と脚立を使い本棚の整理。顔を上げたら、パンチラどころの騒ぎじゃない！パンツがモロに見えてフル勃起!でも脚立を支えてるから隠せない、どうしよう、今度は下りてくる! どんどんお尻が迫ってきて、そのまま床ドン顔騎! そして勃起チ○ポが見つかってしまって、もう絶対絶命!（8月20日、Hunter）（タイトルの「絶対絶命」は表記ママ）
- 結婚直前の蜜月、毎晩旦那さんに愛されて最高感度になっている新妻 ブライダルエステで油断したところに媚薬チ●ポを即ハメ! すぐに抵抗が弱まり、感じ始めたところでマシンバイブ挿入、潮を吹きまくって、中出しをすんなり受け入れる!（8月20日、サディスティックヴィレッジ）
- 愛され過ぎて眠れなくなる 病(ヤ)ンデレ女子の濃厚フェラチオ（8月20日、サディスティックヴィレッジ）
- 女優と一体感を得るためのセンズリ専用シリーズ 〜イキそうになってからイクまでのラストスパートピストンをスタイル抜群の女優限定で〜（8月21日、SEX Agent）
- 中出し吸引バキュームま○こ（8月25日、本中）
- 水野朝陽、欲しがりペット (8月25日、GARDEN)
- 【限定共演】 第22回 MOODYZファン感謝祭 バコバコバスツアー2015 1泊2日でイクッ! 夢の大乱交AVオールスターズ!（9月1日、MOODYZ）※AV OPEN 2015 エントリー作品
- 世界一発射の勢いが凄すぎる男の孕ませドッカーンSEX（9月1日、ROOKIE）※AV OPEN 2015 エントリー作品
- 田舎のお嬢様学校の女子校生をさらってレイプ、射精直前に「お前より可愛い娘を今すぐ電話で呼ばないと中出しするぞ」と脅して友達を連れてこさせてその娘もレイプ、そして結局全員にナマ中出し!スペシャル! 1クラス分の女子20名をレイプ!（9月1日、サディスティックヴィレッジ）※AV OPEN 2015 エントリー作品
- もう死んだってかまわない! 4 超ラッキーの連続で巻き起こるスケベ過ぎる一日!鼻血が止まらないくらいの夢のエロハプニング続出!（9月7日、ゴールデンタイム）
- オイルまみれアジアンエステ 〜巨乳セレブが集まる隠れ家的エステサロンで際どい所を責められ続け イキ狂う女性客を撮影した卑猥な盗撮映像〜（9月7日、ゴールデンタイム）
- 夢の一夫多妻 真性中出し SPECIAL（9月13日、MOODYZ）
- 残酷ミラーゲームに負けるとエロ罰ゲーム 職場の同僚と2人っきり!でもマジックミラーの向うに上司!同じオフィスで働く男女にSEX指令!!（9月13日、はじめ企画）
- 妄想アイテム究極進化シリーズ ボディジャック 8 Evolution 憑依ケータイアプリ完結編 〜幽体離脱で女のカラダを乗っ取ってエロくてダークな憑依レズ天国〜（9月24日、ROCKET）
- えっ………!? ベランダに裸同然の見知らぬ女! いまだやって来ないモテ期を信じている僕の趣味は、部屋の薄い壁に耳を当て、隣に住むイケメンが連れこんだ女のあえぎ声を盗み聞きしながらシコる事。ある日いつものように盗み聞きしようとしたら、目を疑うような光景が!なんと裸同然の女性がベランダに! イケメンと彼女がエッチの真っ最中に本命彼女がやってきてしまい、裸同然のままのベランダに出されてしまったとのこと。逃げ場を失った彼女は僕の部屋に助けを求めやってきた。裸同然過ぎてチラチラ見えるおっぱいやお尻はエロく当然、僕はフル勃起。しかもモロバレ! そんな微妙な空気の中、隣のイケメンと本命彼女のHな声が聞こえてきてしまい、出会ったばかりの2人は…（9月24日、Hunter）
- 叔母の誘惑～僕を励ます淫らなセクシャルカウンセリング～（9月25日、マドンナ）
- 出るに出られないクローゼットから、決して見てはイケナイ弟のオナニーを見てしまった姉はコッソリ発情! 真面目で純粋だと思っていた弟の部屋にはオナニーグッズがいっぱい隠されていた。それを発見してしまった姉。でもその直後弟が帰ってきた!さすがにバレちゃまずいとクローゼットに緊急避難!とりあえず難を逃れホッとしていたら、弟がセンズリ開始!?しかも3回、4回、5回と…。クローゼットの中から出るに出れない姉。充満するザーメン臭と萎えないチ○ポに次第に興奮してしまう姉。そして…。（10月8日、Hunter）
- 近所のママ友たちのパンチラ&パイチラで僕の思春期チ○コカッチカチ!6人のマ○コにもて遊ばれて精子が溜まるヒマもありまっしぇ〜ん!!（10月8日、SWITCH）
- ブチュキス痴女（10月19日、ドグマ）
- 媚薬入りホットドック移動販売車がイクっ!in原宿 若い女の子が集まる人気スポットで移動販売車で媚薬入りのホットドックを販売!媚薬が回り気付かぬうちにキマリ始めた敏感美女を車の陰に連れ込みバックで犯す!（10月22日、アパッチ）
- 爆乳人妻レズビアン～濃密に交わり合う欲求不満な肉体～（11月1日、Fitch）
- ゴミ出し中の無防備ノーブラ奥さんの胸チラ・ハミ乳・パイむぎゅに悩殺されフル勃起してしまい…（11月2日、ACE KILLER）
- 誘惑パンスト痴女OL（11月7日、PREMIUM）
- モテた経験がない男子校生が乗り込んだバスは周りがイイ匂いのする人妻だらけ!揺れる度にデカ尻やボインに触れ爆発寸前!6人の奥様も思春期チ○ポにガマンができまへん。（11月12日、SWITCH）
- ガチンコ全裸レズバトル 3（11月12日、ROCKET）
- 淫語大好きお姉ちゃんの寸止め射精コントロール（11月25日、美）
- 親の居ない日、僕は5人の姉とむちゃくちゃSEXした。（11月27日、TMA）
- 子宮が疼く女教師が連続中出しさせてくれる強制勃起テクニック（12月1日、Fitch）
- 女捜査官 狂い逝き集団拷姦（12月1日、V ）
- 未婚で彼氏もいないアラサー女教師は、溜まった欲求不満を男子生徒の生チ○ポで解消している!（12月4日、OFFICE K'S）
- レズビアンアスリート～グラマラス女子バレーボーラー・熱血!ノンストップ!!レズビアン!!!～（12月7日、ビビアン）
- 射精専用奴隷犬（12月13日、MOODYZ）
- 女捜査官拷問調教7狙われた女エージェント～初SM緊縛拘束逆さ吊り拷問人格蹂躙生中出し凌辱（12月13日、セレブの友）
- 素敵なカノジョ 水野朝陽 肉食系グレートボディ美女の即ハメ中出しせっくす（12月13日、BACK DROP）
- 性欲処理専門 セックス外来医院 連続潮吹き処置科 若妻患者編（12月24日、SODクリエイト）
- 混浴風呂で若妻集団と出会いボインボインにフル勃起、出るに出られない僕はよってたかって人妻達にいじられもう大変（12月24日、SWITCH）

- 完全ノーカット 真性中出し（1月1日、MOODYZ）
- 娘のお友達と子供を作るので私、母親辞めます。（1月1日、ワンズファクトリー）
- 人妻の浮気心（1月1日、人妻援護会/エマニエル）
- 170cm以上の高身長バレー部に男子部員はボク一人。（1月8日、TMA）
- BBS発シナリオで抜かせる 美しい女同士のガチレズバトル ストーリー因縁レズバトル 女体育教師vsヤンキーJK編、本妻vs愛人編、ライバルソープ嬢編の3話オムニバス（1月8日、ROCKET）
- スパリゾートで水着を没収され逃げられない所を下半身露出で辱められ抵抗できない言いなり巨尻女（1月8日、ナチュラルハイ）
- 淫語中出しソープ 50（1月13日、AVS collector's）
- 水野朝陽 極悪ショタ 中出し輪姦（1月21日、アイエナジー）
- エロ唇淫語痴女（1月22日、OFFICE K'S）
- 時間無制限! 発射無制限! M男専用超高級中出し淫語ソープ（1月25日、痴女ヘブン）
- Fitch × LINDA 最強肉感コラボ再び! ホントノオクサマ～浮気常習犯の妻たち～（2月1日、Fitch）
- ROCKET8周年記念作品 夢のようなサーキットへようこそ! ハーレムレースクイーン 私たちをサーキットで孕ませて! 僕はモテモテ中出しGPレーサー（2月6日、ROCKET）
- エロすぎる 日本昔ばなし1（2月7日、桃太郎映像出版）
- 美人女将が心を込めたスペシャルテクニックで接待!至れり尽くせりのスペシャル温泉旅館!!（2月12日、BAZOOKA）
- 熱帯夜（2月13日、溜池ゴロー）
- 腰振る他人の妻（2月13日、セレブの友）
- 水野朝陽さんのむっちむちなお尻があまりにもエロ過ぎて…我慢出来ずに思わず挿入しちゃいました。（2月13日、カルマ）
- ボーイッシュビューティー（2月19日、ミル）
- 〆豚小屋 女体家畜PLANT（2月19日、ドグマ）
- ラグジュTV×PRESTIGE PREMIUM 01（2月19日、プレステージ）
- 肉感人妻7人VS男1人!! ど淫乱中出し大乱交コミック実写化!! 俺が人妻達と乱交三昧の理由 同人作家:鐵喰 原作 新感覚実写化!! 原作にリアルな肉弾エロスを増強した力作!!（2月25日、マドンナ）
- 男1人を責め続ける3人の痴女（2月25日、痴女ヘブン）
- 競泳水着Lovers 〜5人の美しき高身長マーメイドたち〜（2月26日、TMA）
- 別格アングルSEX集（2月26日、BECKAKU）
- 男の手足を拘束して妊娠するまで射精させる強制子作りお姉さん（3月1日、MOODYZ）
- 10発中出しするまで勃起させちゃうお姉様SEXテクニック（3月1日、ワンズファクトリー）
- 息子の大きすぎるチンポが気になって…（3月1日、ABC/妄想族）
- シロダーラ催眠 2穴決壊イカセ地獄（3月1日、CORE）
- バレないように彼女の親友とこっそりヤル!11（3月5日、AKNR）
- 淫語痴女七変化（3月11日、REAL）
- こんなにエロくてラッキーな事が続くなんて…俺、明日死ぬかも?（3月13日、KARMA）
- 変態アナル舐め中毒痴女（3月18日、OFFICE K’S）
- 見せつけ誘惑ヘアヌードコレクション（3月18日、OFFICE K’S）
- 巨乳人妻10発中出し不倫旅行 Gカップ若妻（3月19日、エムズビデオグループ）
- パイパン全裸奴隷 夫の部下に剃毛調教された爆乳妻（4月1日、Fitch）
- 有名コスプレイヤー月に一度の危険日中出しオフ会 あさひ（4月1日、ワンズファクトリー）
- 感じるほど加速するムチ尻騎乗位お姉さん（4月7日、PREMIUM）
- 水野朝陽350分SPECIAL（4月7日、BeFree）※単体ベスト
- 巨乳で優しい姉の事が大好きなシスコン童貞の僕。ずっと彼女ができない僕を心配してくれた姉は「大人になる練習だよ」と彼女ごっこでキスから始まり最終的に素股状態!姉の恥じらい汁でヌルヌルになった僕のチ○ポが結局ズボっと生で入って近親相姦童貞喪失!!（4月8日、DIY VISION）
- 無理矢理着るからポロリ連発!!ちびっこキャラ衣装専門爆乳コスプレイヤー（4月13日、MOODYZ）
- 危険日に誘惑する中出し托卵人妻（4月13日、溜池ゴロー）
- 縛られた人妻 〜図書館司書のマゾ妄想〜（4月25日、マドンナ）
- 水野朝陽 8時間ベスト 色白グラマラスGカップ豊乳 初SMイキまくり 33エロカラミシーン全40シーン!（4月25日、セレブの友）※単体ベスト
- 近親相姦!息子のデカチンに悶えまくり中出しまでさせてしまう巨乳お母さん（4月27日、グラフィティジャパン）
- 合法露出（5月1日、ワンズファクトリー）
- M男クンのアパートの鍵、貸します。（5月6日、ワープエンタテインメント）
- 二人で一人を責め続ける究極のW痴女お姉さん（5月7日、Be Free）
- 地獄の男潮スプラッシュ! 神技Wテクニシャン逆3P（5月13日、MOODYZ）
- 解禁 TOHJIRO ガチンコで頭がぶっ飛ぶくらいイキたい。（5月19日、ドグマ）
- 厳格な巨乳ママの真剣な子作り性教育（5月19日、OPPAI）
- イケ尻!!（5月25日、AVS collector's）
- 婚活パーティー まさかの欠員で男性参加者は僕一人!人生初モテ期に妊活女子達が月に一度の危険日に中出し求められどうしましょう?!!（5月26日、SWITCH）
- 中出し専用肉便器（6月1日、MOODYZ）
- 淫語で誘う寸止め焦らし痴女～僕を生殺しにして愉しむ妻の妹～（6月1日、Fitch）
- 水野朝陽の凄テクを我慢できれば生☆中出しSEX!（6月1日、ワンズファクトリー）
- 巨尻で誘惑女教師（6月7日、Be Free）
- デカ尻好きが大絶賛!!お尻を密着させて全身オイルマッサージしてくれる夢のメンズエステ!（6月9日、SWITCH）
- 妻からの寝取られ実況ビデオレター（6月13日、MOODYZ）
- 私、実は夫の上司に犯され続けてます…（6月13日、溜池ゴロー）
- 彼女のお姉さんは巨乳と中出しOKで僕を誘惑（6月19日、OPPAI）
- 触手堕ち夢幻孕ませFUCK（6月19日、エムズビデオグループ）
- Steel Hold（6月19日、TEPPAN）
- 同僚と飲んでて家に行くとノーブラパジャマ姿の奥さんが…（6月23日、AKNR）
- 母親の爆乳に異常なまでに興味津々な童貞息子を不憫に思った母は、一度だけのつもりでカラダを許してしまったために…セックスを覚えたてのサルのようにハマってしまった絶倫息子の飽くなき性欲を拒めない（6月24日、GIGORO）
- 痴女と20人の独身男が住む家  一日過ごして中出し管理人になってください。（6月25日、本中）
- 女上司の誘惑～年下男を弄ぶ美熟女の淫猥絶頂～（6月25日、マドンナ）
- 黒人巨根を咥え込むGカップ爆尻浮気妻（6月25日、超林堂）
- 狙われた母娘 娘の同級生に私も犯されました（7月1日、ワンズファクトリー）
- 中出し見せたがりSEX とにかく舐めたい!妄想でムラムラしてるOL（7月1日、h.m.p）
- グラマラスレズビアン（7月1日、虎堂）
- スーパーガチンコ全裸レズバトルDYNAMITE 2016（7月7日、ROCKET）
- 絶倫オヤジと即ハメ立ちバック（7月13日、MOODYZ）
- 極上淫語Wフェラ遊戯（8月1日、Fitch）
- 極上ボディGカップ 水野朝陽ベスト8時間（8月1日、ワンズファクトリー）※単体ベスト
- 思春期チ○ポに興奮する猥褻女家庭教師がした事の全記録4（8月4日、グローリークエスト）
- 巨尻×痴女×交尾（8月5日、ワープエンタテインメント）
- ROCKET8周年記念作品マイクロビキニでドキッ!巨乳20人!水泳大会2016（8月6日、ROCKET）※ Blu-ray 同時発売（5000枚限定）
- 隣の奥さんは連続絶頂ランジェリーナ（8月7日、VENUS）
- 排卵危険日 人妻孕ませ集団中出し輪姦（8月13日、MOODYZ）
- 巨乳20人!水泳大会の裏側でザーメンぶっかけエロドッキリ大作戦 えっ?こんなことしてたの!?本編の裏側で巨乳に精子かけまくり!ザーメンドッキリで女優さんのガチでスケベな裏の顔全部見せちゃいます!!（8月18日、ROCKET）
- 巨乳レズソープファイト 2（8月18日、ROCKET）
- 女が女を襲う! 女監督ハルナの レズ痴漢バス case.02（8月19日、レズれ!）
- 丸ごと!水野朝陽8時間 ～綺麗でHなお姉さんは好きですか?～（8月25日、マドンナ）※単体ベスト
- 私が結婚指輪を外す理由（8月26日、人妻花園劇場）
- アイアンクリムゾン・ドス（9月1日、ダスッ!） ※「AV OPEN 2016」ハード部門 エントリー作品
- 「ナマではいっちゃった!」爆乳デリ嬢のオイル素股でチ○ポをマ○コに擦り付けてたら思わずフル勃起からのナマ挿入!（9月1日、グローリークエスト） ※「AV OPEN 2016」企画部門 エントリー作品
- 乳と尻とクビレが凄すぎて雇った極上肉体メイド（9月1日、MOODYZ）
- 性感暴発エビ反りアクメサロン（9月2日、ワープエンタテインメント）
- 嫁の母親に中出ししてしまった（9月7日、VENUS）
- 欲求不満の人妻たちが通うヌードデッサン教室（9月9日、BAZOOKA）
- 妻の共有化が義務付けられている村があった…年1回9月に行われる長○県大股市開村大字野外大乱交（9月9日、V&R PRODUCE）
- 娘を痴女化させるスパルタ巨乳ママ（9月13日、MOODYZ）
- 息子の巨乳妻を確実に孕ませたい（9月19日、OPPAI）
- ノンストップ6Pレズビアン乱交3（9月19日、レズれ!）
- この素晴らしいコスプレ世界に祝福を!（9月23日、TMA）
- 肉食ドMレディ（9月30日、ドリームチケット）
- 友達の姉貴は…周りにバレるギリギリで何度もモロマン誘惑してくる学生チ○ポ好き（10月6日、ナチュラルハイ）
- スローなハンドテクでもの凄い射精、フル勃起エステサロン（10月19日、MOODYZ）
- スペンス乳腺開発クリニック（10月25日、OPPAI）
- 一週間溜めた可愛い子の唾液は甘い（10月25日、RADIX）
- 自分の身体を使用して100％孕ませる方法を教え込む子作り専門インストラクター（11月1日、ワンズファクトリー）
- 淫語先生とM男 2（11月4日、OFFICE K'S）
- 母の見舞いに行った女子病棟は女だらけで男は僕一人! 2 カーテン越しのプリプリ尻に誘われて痴漢したら女たちも性欲もて余していて母が寝てる横でヤラレた!（11月10日、SWITCH）
- 首絞めアクメ失禁イカセ（11月11日、REAL）
- 「なぜならば お尻がマゾだと 言っている」～むっつり眼鏡の経理担当地味OL水野クンの場合～（11月14日、マルクス兄弟）
- 睨まれレ○プ 秀逸!逆ギレ編 ～開き直り女と強制性交～（11月19日、MOODYZ）
- 母さんの加齢臭 水野朝陽 母と息子 匂いで繋がる近親相姦（11月20日、RADIX）
- 16周年記念 クレーム対応に来たのはまさかの苛めっ子だった同級生!立場が完全逆転でここぞとばかりにエッチな復讐を決行!マ○コを広げさせ、ナマハメしたら悔し涙を浮かべてたけど、中出ししてやりました!（11月23日、アイエナジー）
- ドリシャッ!!（12月2日、ワープエンタテインメント）
- 巨乳村の御肉体祭がエロすぎたから子作り（12月8日、ZUKKON/BAKKON）
- 僕だけの君～狂おしくて壊れそうなほど愛してる～（12月8日、GIRL'S CH）※女性向け作品
- 図書館で声も出せず糸引くほど愛液が溢れ出す敏感娘 19 全裸羞恥中出しSP（12月8日、ナチュラルハイ）
- AV女優 裸コレクション 第三弾（12月9日、V&R PRODUCE）
- 働く女の艶めかしい完全着衣ファック（12月13日、Fitch）
- 定年退職してヒマになった義父の嫁いぢり（12月13日、VENUS）
- イキたくて止まらない女の腰くねグラインドSEX（12月19日、MOODYZ）
- 爆尻モンスター（12月19日、MARRION）
- ふにゃちん哀愁 水野朝陽 ふにゃちんを勃たせようと全てのテクを繰り出すが…（12月20日、RADIX）
- SODファン大感謝祭!賢者タイムなし!何発も発射できる猛者が神!射精無制限ぜつりんバスツアー 超人気女優16人 VS 一般募集素人ファンによる夢の大乱交!総勢19名一泊二日79発射!（12月22日、SODクリエイト）
- 巨乳スレンダー専門 逆3P性感エステ（12月25日、OPPAI）
- タカスギコウ原作・秀逸の背徳長編コミックがついに登場!!無明の渦 美しい母親達の禁断の肉体お受験戦争を忠実実写化!!（12月25日、マドンナ）
- 夫の上司に犯され続けて7日目、私は理性を失った…。（12月25日、マドンナ）

- ノーブラで僕を誘惑する隣に引っ越してきたエッチな巨乳奥さん（1月5日、グローリークエスト）
- 痴女タワー（1月6日、ワープエンタテインメント）
- SODファン大感謝祭!裏ぜつりんバスツアー 脱落者救済 熱血SEX塾 発射できないダメち○ぽは私たちがお仕置きよ（1月6日、SODクリエイト）
- 働く痴女系OLのバック中出しが最高!!（1月7日、ワンズファクトリー）
- 殿堂!スーパーアイドル4時間 水野朝陽（1月13日、million）※単体ベスト
- 無言接吻 台詞一切ナシ。聞こえてくるのは吐息と唾液音だけ…（1月20日、RADIX）
- 乳エステ通い妻（2月1日、OPPAI）
- 近親相汗 「火照る肉体、蒸れた子宮、ガマンできない親子の本能」（2月1日、VENUS）
- 水着モデルのバイト中に中出しされた派手なカラダの堅物妻（2月3日、光夜蝶）
- 汗だく爆乳中出しプレス（2月7日、痴女ヘブン）
- 親戚のおばさんに筆おろしされた僕。リターンズ 3（2月10日、LEO）
- 全裸家政婦ハーレム中出しスペシャル（2月10日、BAZOOKA）
- ヘンリー塚本原作 マンション団地妻ポルノ ～昼下がりの情事～（2月13日、FAプロ）
- マイクロビキニでドキッ!巨乳20人!水泳大会2016 No,1セールス記念完全版（2月16日、ROCKET）
- 老働者に輪姦され性奴隷と化す巨乳未亡人（2月16日、グローリークエスト）
- ボーイッシュ ビューティー BEST（2月19日、ミル）
- パンチラ胸チラの見せつけで強制フル勃起させられちゃった!（2月25日、MOODYZ）
- 友達の目の前で犯されるレズビアン女子校生（2月25日、ビビアン）
- 水野朝陽を本気絶頂（ガチイキ）させる方法（2月25日、セレブの友）
- 総合婦人肌着メーカーWAKOSUKE（2月25日、AVS Collecters）
- スチュワーデスin...（脅迫スイートルーム）（3月3日、ワープエンタテインメント）
- JKに見られながら先生と中出しちゃった僕（3月7日、本中）
- 僕のねとられ話しを聞いてほしい 近所のスーパーで万引きの濡れ衣を着せられて隅々まで調べられ寝盗られた妻（3月7日、JET映像）
- マイティーナイト・アルテミス the last story（3月10日、GIGA）
- 完全撮り下ろし 男を狂わせるフェラ痴オ（3月19日、TEPPAN）
- 妻失格 4（3月25日、セレブの友）
- 痴女×痴女レズビアン 5（3月25日、セレブの友）
- S級熟女コンプリートファイル 水野朝陽 6時間（4月1日、VENUS）※単体ベスト
- ガチLOVE不倫デート 6（4月13日、セレブの友）
- 語彙がハンパない高学歴インテリ文系お姉様の淫語連発悶絶寸止め痴女遊戯（4月13日、AVS Collector's）
- 童貞息子の将来を気にした巨乳の母が優しく性教育! 愛撫だけで連続射精する敏感チ○ポを強化するため妊娠覚悟の生挿入! 優しいスローピストンでチ○ポの形を噛み締めながら連続絶頂! 親子にも関わらず早漏改善するまで何度も中出し!（4月14日、V&R PRODUCE）
- 地味な清掃係のおばさんを陵辱調教したら実は超エロボディーのド淫乱女だった。（4月19日、ドグマ）
- パイズリ狭射中出し巨乳ソープ（5月1日、OPPAI）
- 週末にバーベキューを楽しむ近所の仲良し夫婦3組。昼から飲み過ぎ、はしゃぐ奥様たち。それを見るお互いの旦那たちのエロい目線。自分の嫁より、他人の奥さんが気に…意外にOK?!うっかり中出し。3（5月1日、LEO）
- サエない僕を不憫に思った巨乳な姉に｢擦りつけるだけだよ｣という約束で素股してもらっていたら互いに気持ち良すぎてマ○コはグッショリでヌルっと生挿入!「えっ!?入ってる?」でもどうにも止まらなくて中出し!（5月3日、アイエナジー）
- 変態義父に寝取られた若妻（5月11日、センタービレッジ）
- 真グラマー仮面 ～恐怖!淫靡党!変態まぼろしブラジャーの淫謀!!～（5月12日、GIGA）
- 淫ら義母の誘惑 9（5月25日、セレブの友）
- セクシーランジェリー販売員の痴女責め中出し実演販売（5月25日、Mellow Moon）
- 偶然の密室 人妻介護ヘルパーと老人（6月1日、マドンナ）
- 喉イキイラマチオ淫乱ナース（6月1日、乱丸）
- ママ友たちと温泉旅行「子供なんだから一緒に入ればいいでしょ!」混浴したら湯船は大人のボインだらけでチ○コ勃っちゃった!（6月1日、SWITCH）
- クンニキ中毒発狂ド変態痴女（6月2日、OFFICE K'S）
- ヤリマンワゴンが行く!!ハプニング ア ゴーゴー!! 水野朝陽とリズの珍道中（6月7日、桃太郎映像出版）
- 気さくな母ちゃんのおかげで僕の家は友達でいつも賑わう毎日だがお調子者でもある母ちゃんにいつもハラハラさせられっぱなし!『息子のチ○ポってわかる?』チ○ポ当てゲーム開催決定!デカいチ○ポでスイッチが入りおしゃぶりごっくん中出しセックスでイキまくる!（6月7日、VENUS）
- あなたにぞっこん催眠術（6月13日、MOODYZ）
- 止まらない絶頂!水野朝陽を大満足させた!逆ソープ天国（6月14日、アリスJAPAN）
- 友達のお姉さん達はボイン揃いで、胸チラ見せつけ、僕を誘惑してくるんだ。我慢できずボインをわしづかみしたら、お姉さんも興奮して僕のチ○ポをはなさない!友達やお母さんの見ていない所で僕を男にしてくれた。（6月15日、SWITCH）
- M男にささやき淫語FUCK 2（6月16日、OFFICE K'S）
- ハーレム3輪車ソープ たっぷり真性中出しSPECIAL（6月19日、MOODYZ）
- おっぱいインストラクターまるごと全員に種くばり（6月19日、ZUKKON/BAKKON）
- 褒め淫語 僕ってやっぱり褒められて『勃起 (のびる)』タイプなんです（6月19日、Fetish Box/妄想族）
- 禁欲10日目の媚薬 10（6月25日、セレブの友）
- ヌルテカBODY☆密着押しつけ強制射精（6月30日、ワープエンタテインメント）
- 人目を忍んで愛し合う情欲のオフィスレズビアン（7月1日、マドンナ）
- 鉄板complete 水野朝陽 BEST 濡れる至高の肉体、本能の絶頂性交（7月1日、TEPPAN）※単体ベスト
- 世界でいちばん愛している姉が、ある日気持ち悪い彼氏と結婚することを決めた（7月7日、ダスッ!）
- たっぷりの変態淫語でオナニーサポート 完全主観のヴァーチャルオナペット（7月11日、ジャネス）
- 水野朝陽20時間30分ベスト（7月13日、セレブの友）※単体ベスト
- 子供が欲しいデカ乳義母が旦那とのSEXレス解消のため「童貞を殺すセーター」を着用!刺激が強すぎてフル勃起が止まらない童貞息子に欲情した義母が優しく筆おろし生挿入!力任せの鬼ピストンで母性溢れるオッパイを激揺れさせながら何度も中出し懇願!（7月14日、V&R PRODUCE）
- 女尻（7月14日、アリスJAPAN）
- 女が女を襲う! 女監督ハルナのレズ痴漢バス case.03（7月19日、レズれ!）
- ボインが急成長した親戚のお姉ちゃん達とお風呂に入ったら、隠しきれないくらい勃起した僕のチ○ポ!最初は面白がって触ってるだけだったけど二人っきりになった途端Hモード全開で僕のチ○ポを挿入してきた（7月20日、SWITCH）
- デカ尻上司のヒクヒクアナル丸見え逆ピストンSEX（7月25日、MOODYZ）
- 田舎の近親相姦 ひとつ屋根の下で暮らす義父が嫁を犯す瞬間（7月25日、グローバルメディアエンタテインメント）
- 汚された花嫁2（7月25日、セレブの友）
- 生々しい母と息子の近親相姦（7月27日、グラフィティジャパン）
- まるっと!水野朝陽（8月1日、プラネットプラス）※単体ベスト
- 逆痴漢マダムでございます（8月1日、Fetish Box/妄想族）
- 衆人姦視ハードコアBDSM Public Disgrace2 水野朝陽 迷宮のカジノバー遊戯編（8月10日、ROCKET）
- BAZOOKA Presents あんたのスケベな夢叶えたろかSP!!（8月11日、BAZOOKA）
- 鬼イカセ（8月11日、REAL）
- 巨乳人妻辱め放題 二輪車奴隷に墜とされて（8月11日、オルガ）
- 久しぶりに実家に帰って来たら妊娠に悩む2人のデカ乳姉が!フル勃起が止まらないウブな童貞弟を豊満オッパイで圧迫しながら強制生挿入!夢の近親相姦3PSEXで何度も中出しさせられる!（8月11日、V&R PRODUCE）
- スロ～で射精させてからギアチェンジ爆速中出しSEX（8月13日、痴女ヘブン）
- キャットラバーズ（8月13日、ダスッ!）
- スタイル抜群の朝陽ちゃんは、プールでセクハラされまくりの食い込み水着（8月13日、AVS Collector's）
- Twit○erで募集したファンの要望を撮影してみた 8（8月25日、セレブの友）
- AV男優VS逆ナンパ素人 Hな勝負に勝てば水野朝陽に生中出しSEX!!（8月25日、MAX-A）
- こんな女に抱かれたい（9月1日、ワープエンタテインメント）
- イッたら留年!? 私立レズれ!学園ナミダナミダの卒業試験 120分ノンストップ・レズ乱交!（9月1日、レズれ!） ※「AV OPEN 2017」マニア部門 エントリー作品
- 中出しお義姉さんの誘惑～艶やかな肉体で誘う兄嫁～（9月7日、PREMIUM）
- あなた、許して…。濡れ堕ちた同情 2（9月7日、アタッカーズ）
- オフィスで働く優しい義母が暴風雨の中ビショ濡れで帰宅! Yシャツに張り付くデカ乳に欲情した息子は我慢できず鷲掴み! ご無沙汰過ぎて触られるだけで感じる超敏感な義母にチ○ポ挿入! 水滴弾く張りのあるオッパイを激しく揺らしながら連続イキ!（9月8日、V&R PRODUCE）
- AV女優 自画撮りオナニーコレクション（9月8日、V&R PRODUCE）
- M男WALKER M男専科フルコースの風俗巡り（9月12日、ジャネス）
- 淫まん!肉ビラぷるぷるの変態マ○コがやってくる（9月19日、Fetish Box/妄想族）
- 美女のお顔をベロベロ舐めたい 水野朝陽 濃厚接吻 顔舐めシーン80分以上（9月20日、RADIX）
- AV女優禁止 3（9月25日、セレブの友）
- 7日間ずっと誘惑し続ける濡れ透け痴女（10月1日、Fitch）
- 産婦人科痴漢!!念願の第1子誕生っ! 5（10月6日、LEO）
- 巨乳専門 逆7P性感エステ（10月7日、OPPAI）
- 坊主バー セクシー女優の駆け込み寺（10月8日、桃太郎映像出版）
- 人間家具SM女王様と変態M男の性活（10月13日、痴女ヘブン）
- 義母のデカ乳に興味津々な新しい息子がコッソリ媚薬を挿入するとオッパイ揉まれるだけで感じる超敏感なカラダに! 効果抜群過ぎて自ら騎乗位挿入! オッパイ激揺れさせながら何度もイキ乱れる!（10月13日、V&R PRODUCE）
- SODファン感謝祭! 人気女優と素人男性が、ガチ恋BBQ!愛の告白でラブラブ独り占めSEXを手に入れろ!ぜつりんワゴンツアー!（10月19日、SODクリエイト）
- 淫語女子アナ 12 -顔採用? いえいえエロ採用です!! パーフェクト女子穴SP-（10月19日、ROCKET）
- お姉さんの巨尻が卑猥過ぎて秒殺で悩殺!!（10月20日、MARRION）
- 罵り唾吐きツンデレ娘 煙が出るまでシゴいてなっ!（10月20日、RADIX）
- 私立ハーレム学園4!!!!（10月25日、MOODYZ）
- 変態マリンスポーツ ネイキッドスキューバー（10月25日、AVS Collector's）
- 色気ムンムン美熟女ブルマ（11月1日、Fetish Box/妄想族）
- 絶対に声を出してはいけない状況なのに、カチコチにおっ起ったチ○ポを見せつけられ… 声を殺してイキ狂うドエロ妻っ!! 3（11月2日、LEO）
- 巨乳家庭教師チーム!のおっぱいまみれフル勃起授業（11月7日、MOODYZ）
- 暴かれた愛欲 二度堕ちた昼顔妻（11月10日、オルガ）
- アナルまる見えアングル ノーパン家事代行アルバイト（11月13日、ワンズファクトリー）
- パーソナルトレーナーがスパルタ!エロすぎたから子作り（11月13日、ZUKKON/BAKKON）
- Sex on the Resort 褐色のヴィーナス（11月13日、AVS Collector's）
- シ●タ狩り娼婦（11月16日、グローリークエスト）
- 不倫人妻密会性交記録（12月1日、ワープエンタテインメント）
- 絶対的女性上位淫語痴女（12月8日、ツーベース）
- 引っ越し屋の巨乳お姉さんがローション垂らして濡れ透け姿で誘惑（12月13日、痴女ヘブン）
- 水野朝陽にソーププレイでイカされたい浜崎真緒 くびれ巨乳が絡み合うイキ潮吹き79回（12月19日、ビビアン）
- コスプレイダー ネクストミッション（12月22日、GIGA）

- HYPER FETISH ハイレグいやらしクィーン（1月8日、デジタルアーク）
- お隣さんもそのお隣さんも欲求不満の人妻ばかり!!巨乳まみれの毎日ヤリまくりマンション（1月12日、BAZOOKA）
- AV女優 ディルドオナニーコレクション（1月12日、V&R PRODUCE）
- ささやき淫語BEST バイノーラルコレクション（1月19日、OFFICE K'S）
- ひとり暮らしのおばさんが風邪で寝込んでるので見舞いにいったら熱のせいでかいた汗が凄くて巨乳が透け透け!あまりにもエロい格好だから悪いと思いつつ興奮した俺はおばさんから目が離せずに暴発寸前 いったいどうなる!?（2月7日、VENUS）
- 子供が欲しいデカ尻義母が旦那とのSEXレス解消のためバニーガールに変身! 刺激が強すぎてフル勃起が止まらない童貞息子に欲情した義母が優しく筆おろし生挿入! 力まかせのピストンでタイツに張りつく尻肉激揺れさせながら何度も中出し懇願! 2（2月9日、V&R PRODUCE）
- 顔に似合わずゴミ屋敷に平気で暮らす怠惰な女に説教中出し（2月9日、BAZOOKA）
- 乳首をず〜っとこねくりっぱなし性交（2月13日、MOODYZ）
- 超絶テクで発射無制限! 淫らな女が絡みつく中出し逆3Pクラブ（2月13日、Fitch）
- 夫には言えないエロすぎる借金妻（2月14日、ながえSTYLE）
- 人妻交姦スワッピング性交 10 寝取らせたい夫達と、その欲望を受け入れる妻達（2月16日、MAD）
- 夫の目の前で犯されてー 危険な欲情（2月25日、アタッカーズ）
- 夫が留守中の団地の一室で巨乳妻たちが密かに禁止行為営業する密着オイルエステ（3月2日、DOC）※「あき」名義
- M男監禁ハーレム逆3P中出し拷問部屋（3月7日、本中）
- 「一度でいいから揉んでみたい!」 黒パンストを履いたデカ尻同僚に僕が睡眠薬を飲ませて、夢の豊満ボディを堪能し何度も中出し! 3（3月9日、V&R PRODUCE）
- グラマーお姉さん魔法少女 魔法少女ピュアフローラ（3月23日、GIGA）
- 新奴隷城 4（4月1日、アタッカーズ）
- 鬼縛 “きばく” 10 鬼乳Hカップ（4月6日、MAD）
- 栃木県の山奥にある人気の温泉宿に「水野朝陽」が潜入! 魅惑の美乳とテクニックで宿泊中の男性客の特濃ザーメンを何発搾り取れるのか!?（4月6日、HERO）
- ノーブラで挑発的なお姉ちゃんを緊縛奴隷にしてやった（4月7日、MOODYZ）
- 中出し・男潮・連続射精は当たり前! 水野朝陽 8時間ベスト（4月7日、痴女ヘブン）※単体ベスト
- 緊縛麻薬捜査官 ～救出まで2時間、私は絶対に諦めない～（4月7日、アタッカーズ）
- 虫歯じゃなくても通っちゃう!!過激な美女だらけのハレンチハーレム歯科へようこそ!!（4月13日、BAZOOKA）
- 水野朝陽×タイトミニ むちむち大作戦（4月13日、アロマ企画）
- 緊縛麻薬捜査官 〜救出まで2時間、私は絶対に諦めない〜（4月13日、PREMIUM）
- 原作 藤崎玲 美獣姉妹（4月13日、アタッカーズ）
- 恥ずかしいけど、いっぱい見てください。 五十嵐潤レズ&アナル解禁!（4月13日、ビビアン）
- 「ね、義姉さん… 兄貴が起きちゃいますっ!!」 デカ尻奥さんの声押し殺しスリリング騎乗位（4月25日、マドンナ）
- 妊活ヨガ教室にうっかり入会! 子種を求める爆乳妻に密着されるハーレム中出しレッスン（5月1日、Fitch）
- 母子交尾 ～宝川路～（5月7日、ルビー）
- インスペクターG 前編 ロスト・セカンドバージン（5月11日、GIGA）
- 明るい笑顔! タプタプの胸! ヌキあり!で下半身を癒してくれる銭湯の看板娘（5月24日、SODクリエイト）
- 「射精以上の快感教えてアゲル…」イッても止めないド痴女の淫語手コキ責め 水野朝陽が男の潮吹き伝授します!（5月24日、ROCKET）
- ド痴女だらけ強制24射精 痴女ハーレム学園 ～男潮吹き・中出し・連続ヌキ 完全独り占め240分～（5月25日、痴女ヘブン）
- 官能小説 隣の浮気妻 ～夫恋の果て～（5月26日、MAX-A）
- 水野朝陽を今よりもっと好きになるBEST（6月1日、ドリームチケット）※単体ベスト
- 帰ってきた麗しのマネキン婦人 ～非モテ男の妄想!暴走!溺愛!同棲生活～（6月7日、VENUS）
- スポーティーな新作ランジェリーの開発にあたって某下着メーカー勤務のOL3名が自らモデル志願、あげく下着姿のままズラしハメプレゼン（6月7日、SODクリエイト）
- パンストは脱がせない癒しのOLデリヘル（6月8日、BAZOOKA）
- 夫婦交換スワップ温泉旅行 3 マンネリ打破の秘策っ!!まさかの夜這いっ?!豊満ボディーを見せつけられ我慢出来ない旦那たちっ!!（6月8日、LEO）
- 水野朝陽の世界（6月13日、AVS Collector's）※単体ベスト
- お姉さんのエロい股コキで限界まで勃起したち○ぽ、そのまま挿入してもいいですか?（6月14日、アロマ企画）
- 美獣狩り（6月19日、ドグマ）
- 10年で僕専用メイドが凄い女体に成長しちゃった。（7月1日、MOODYZ）
- 水野朝陽 SUPER BEST COLLECTION 4時間（7月7日、桃太郎映像出版）※単体ベスト
- マゾOL朝陽の妄想奴隷日誌（7月19日、シネマジック）
- 誘惑アスリート 巨乳デカ尻ブルマー クビレ肉感ヒップ100cm（7月25日、デジタルアーク）
- 接吻乳首責めレズビアン ～在宅エステティシャンの卑猥なレズキスニップル調教～（8月1日、Fitch）
- 女子社員寮 侵入者レズビアン ～真夜中に女体を犯す静かなる女豹～（8月7日、マドンナ）
- 百戦錬磨のレズの巧み お姉さまたちに犯されたい 水野朝陽と春原未来にアナル姦されて絶頂しまくる篠崎みお（8月7日、ビビアン）
- 栃木県の山奥にある人気の温泉宿に「水野朝陽」が潜入! 魅惑の美乳とテクニックで宿泊中の男性客の特濃ザーメンを何発搾り取れるのか!?（8月13日、ドバドバ大作戦/HERO）
- 威圧系 痴女 水野朝陽 おだまりっ!男のクセにナヨナヨしてんじゃねぇよ!（8月20日、RADIX）
- マゾ乳首収容所（8月24日、REAL）
- 生まれて初めての人妻風俗面接 3（9月6日、アイエナジー）
- 向かい部屋の人妻（9月7日、マドンナ）
- 巨乳美姉妹ハーレム中出し同棲性活（10月7日、Befree）
- パンスト美脚マニア（10月8日、デジタルアーク）
- 恵比寿で見つけた美人すぎる人妻に、18cmメガチ○ポを素股してもらったらこんなヤラしい事になりました。 2（10月11日、アイエナジー）
- SNSで誘いだした男を監禁・調教している美人OL（10月11日、AKNR）
- 孕ませ寝取られ妻 他人のザーメンに溺れる人妻たち（11月8日、センタービレッジ）
- 美乳から爆乳までおっぱい揺れまくり!!ヌルテカバレーボール実業団（11月9日、BAZOOKA）
- Fカップ以上の居乳限定!柔らかなデカ乳姉20名の母性溢れるオッパイを弟が揉みまくり!一線を越えた禁断の近親相姦SEXで50発射精!（11月9日、V&R PRODUCE）
- 人妻情慾白書 4丁目の情事（11月23日、なでしこ）
- ショートカット美女との濃密性交4時間（12月13日、アリスJAPAN）

- 顔だけで抜けるイイ女を厳選!! 超美顔妻が美意識を捨てて獣になるビックンビックン痙攣絶頂FUCK!! 8時間（1月7日、マドンナ）
- 巨乳限定 中出し危機一髪 コレぞ王道SEX!!!巨乳を鷲掴み、乳首をコリコリしながら膣内にタップリ射精したった（1月7日、桃太郎映像出版）
- AV女優 黒パンスト直履き!足裏見せつけディルドオナニーコレクション（1月11日、V&R PRODUCE）
- 露出 潜入捜査官（1月19日、バミューダ/妄想族）
- 夜勤中に居眠りしている看護師を夜這いしちゃった俺 7（1月24日、AKNR）
- 人気AV女優お貸しします。ボンテージ編 4時間（1月25日、クリスタル映像）
- 私だけのレズビアンペット-2泊3日の温泉旅行で、つばささんを私だけのモノにします。-（1月25日、マドンナ）
- 誘惑アスリート ピタムチハイレグ競泳水着マニア（1月25日、デジタルアーク）
- いじわるご奉仕 癒しの巨尻ソープ嬢（2月19日、MARRION）
- 服従女教師 恥辱の教室（2月19日、バミューダ/妄想族）
- 水野朝陽 ベスト（2月19日、ドグマ）※単体ベスト
- ワキ出しっぱなし性交 ～ワキ舐め・脇コキ・ワキ発射～（2月20日、RADIX）
- チクニー 乳首いじるだけでいけちゃうんです。（2月23日、REAL）
- すんごい乳首責めで中出しを誘う連続膣搾り痴女お姉さん（2月25日、本中）
- 至近距離NTR 僕が起きている事に気付かず、腰を振り続けている妻に何も出来なかった時の話です。（2月25日、マドンナ）
- 引退 水野朝陽（3月1日、ワープエンタテインメント）※単体ベスト
- リンパマッサージでガマンできずに綺麗なおねえさんのカラダを強引に弄りまくってたら感じてるようだったのでダメ元でお願いしたらヤラせてくれたッ!! 2（3月8日、LEO）
- W痴女チ○ポとアナルしゃぶり舐めハーレム追撃ジュボレロ連射!!（3月13日、MOODYZ）
- 女の口はエロス溢れる性器なり 神淫語 巧みな淫語の囁きで脳イキさせられたぼく（3月25日、AVS Collector's）
- 社員を誘惑する乳首ビンビンデカ尻上司はやっぱり淫乱なドスケベ痴女（3月25日、WEEKENDER）
- 肉感タイトスーツ!デキる長身美人OLの下品な着衣SEX ～職場に復帰した人妻OL・朝陽さん～（4月1日、Fitch）
- 水野朝陽 スペシャルコンプリート8時間BEST（4月12日、million）※単体ベスト
- 最後の晩餐 剃毛女社長（4月19日、バミューダ/妄想族）
- 中出し学級崩壊 保健室の先生である僕の妻がDQN生徒たちの性処理玩具にされ、白衣1枚で廊下に放り出されて校内強制露出（4月19日、ミセスの素顔/エマニエル）
- 搾精美熟女（5月13日、AVS Collector's）
- 彼女は巨乳だけど性格はツンデレ2人っきりになると俺のチ○ポにデレッデレ♪（5月23日、AKNR）
- 丸ごと!水野朝陽16時間 〜神が与えた!究極裸体コンプリートBEST!!〜（6月7日、マドンナ）※単体ベスト
- 水野朝陽AV引退 水野朝陽のAV最後の朝陽を一緒に見ませんか?（6月25日、本中）
- 女教師強姦 放課後の惨劇（7月12日、REAL）
- 夜這い 〜寝ている女に中出し〜（9月6日、LEO）
- 長身パーフェクトBODY 水野朝陽BEST16時間（12月1日、Fitch）※単体ベスト

- 極上バディ 水野朝陽（2020年1月7日、デジタルアーク）※単体ベスト
- 電撃復活 専属 水野朝陽 1年6カ月ぶりに欲望を解き放つ超濃密SEX3本番スペシャル（12月26日、マドンナ）

- マドンナ復活専属 第2弾!! 出張先のビジネスホテルでずっと憧れていた女上司とまさかまさかの相部屋宿泊（2021年1月25日、マドンナ）
- マドンナ復活専属 第3弾!! 妻には口が裂けても言えません、義母さんを孕ませてしまったなんて…。―1泊2日の温泉旅行で、我を忘れて中出ししまくった僕。―（2月25日、マドンナ）
- 密着セックス～患者の温もりに身体を委ねてしまった人妻看護師の官能不倫（3月25日、マドンナ）
- 下着モデルNTR カメラマンの男に溺れた妻の衝撃的浮気映像（4月25日、マドンナ）
- 原作:フエタキシ 商店街の穴妻たち 素直な巨乳妻を従順な雌へと変貌させる言いなり種付け性交を忠実に実写化!!（5月25日、マドンナ/熟れコミ）
- 地元へ帰省した三日間、人妻になっていた幼馴染のお姉さんと時を忘れて愛し合った記録―。（6月25日、マドンナ）
- 四六時中、娘婿のデカチ○ポが欲しくて堪らない義母の誘い（7月25日、マドンナ）
- 「ねぇ? あなた、本当に童貞なの?」～童貞詐欺にイカされ続けた人妻～ （9月28日、マドンナ）
- 母をイジメっ子の同級生にNTRれたいじめられっ子の僕（10月26日、マドンナ）
- 出張という名の不倫旅行（11月23日、マドンナ）
- Hカップ専属 人気シリーズに登場!! 抱かれたくない男に死にたくなるほどイカされて…（12月28日、マドンナ）

- The First Anniversary 3枚組12時間 ～進化を遂げた唯一無二のBODY、マドンナ専属1周年記念『初』ベスト～（2月8日、マドンナ）※単体ベスト
- これは部下に厳しいムチムチ女上司にセクハラしたら怒られるどころかセックスまで出来た話です。（2月22日、マドンナ）[12]
- 永遠に終わらない、中出し輪姦の日々。水野朝陽（3月22日、マドンナ）
- 息子の友達の制御不能な絶倫交尾でイカされ続けて…（4月26日、マドンナ）[13]
- 水野朝陽 BEST SELECTION（11月4日、ワープエンタテインメント）※単体ベスト

- Extreme (過激な) オナニスト! 14 水野朝陽 ～10オナニー171分（1月24日、セレブの友）
- 爆乳巨尻ムチムチどすけべご奉仕ママ（6月27日、ブラックドッグ/妄想族）
- 水野朝陽 The Complete Best 4枚組 16時間（12月26日、マドンナ）※単体ベスト

- 水野朝陽The Ultimate Best 8時間 2（1月30日、セレブの友）※単体ベスト

### アダルトVR
- 生中出しスペシャル!! VRだから本当にセックスしてるみたいでしょ 【女教師コスプレ編】（1月19日、KMPVR）
- ぎりぎりくいこみレースクィーン VRスペシャル（1月19日、KMPVR）
- 回春エステ VRスペシャル（1月19日、KMPVR）
- 集団VRフェラ 〜VRだから実現!これが本当のハーレム状態!!〜 広瀬うみ 逢沢るる 水野朝陽 椎名そら）（1月19日、KMPVR）
- 強制和姦中出しルーム（2月15日、ワープエンタテインメント）
- 女ハ男ヲ目デ犯ス。ver.VR（2月15日、ワープエンタテインメント）
- 朝陽ちゃんの寝顔を独り占め!! 夢の添い寝でたっぷりイタズラ&フェラチオコース（4月28日、KMPVR）
- 保健室の朝陽先生目当てで仮病を使ったら、生中出しSEXという看病をしてくれた件（5月12日、KMPVR）
- ね〜っとりイチャイチャSEX（6月25日、ダスッ!）
- 私立レズれ!学園 7Pレズ乱交! 水野朝陽 北川エリカ 今井ゆあ 白石雪愛 七海りこ 黒木いくみ（8月1日、レズれ!）
- ダブルど痴女!! 強制ザーメン搾取10発射精するまで帰っちゃダメよ 水野朝陽 玉城マイ（8月1日、アプロ）※「AV OPEN 2017 VR-1グランプリ」 エントリー作品
- ツンデレな彼女のボクしか知らない秘密のデレデレフェラチオ 水野朝陽 玉城マイ（8月24日、アプロ）
- 巨乳人妻不倫密会SEX（9月14日、KMPVR）
- 生中出し 出会って数秒で即挿入!（9月16日、ブイワンVR）
- リアル風俗卒業宣言! この1作品で色んな風俗がバーチャル体験できる!!（9月29日、BAZOOKA VR）
- 座った瞬間にモテ男に!! 一生分褒めて､ちやほやされて最後は4連続SEX! 中に出したって褒めてくれる最高のキャバクラ体験!! 川菜美鈴 倉多まお 水野朝陽 葉月七瀬（11月10日、KMPVR-彩-）
- 衝撃の「性的」いじめられっこ体験 AIKA 葉月七瀬 吉川あいみ 水野朝陽（11月13日、MOODYZ）
- MOODYZ ハーレムVR 美人女教師+かわいい女子校生2人とハーレムSEX 麻里梨夏 栄川乃亜 水野朝陽（11月18日、MOODYZ）
- 高密着! 敏感乳頭責めまくりSEX（12月1日、KMPVR-彩-）

- 美○ンにブチ込め!! 唾液ダラダラバージョン（1月13日、ブイワンVR）
- オイル施術で輝く黄金比ボディー 痙攣激イキ性交。 水野朝陽（9月29日、TEPPAN）
- まるで王様気分! 男性機能向上密着洗体エステ!!（10月5日、KMPVR）
- 濃厚密着高級ソープランド極上泡姫3名VR×180分 浜崎真緒 水野朝陽 玉木くるみ（10月31日、まるはんVR）
- 水野朝陽 JOI 女子アナ淫語生中継 カメラ目線であなただけを見つめていやらしく語りかけるオナニーサポート 射精焦らしからの生中出しセックス（11月18日、KMPVR-bibi-）

- 超高画質 ハイパーバイノーラル 連続射精10連発!! 超高級中出し連続射精ソープ 水野朝陽 皆瀬杏樹（1月18日、KMPVR-bibi-）
- ミニスカパンチラポリス24時 VR 突然のガサ、留置所でアメ＆ムチ取り調べ、そしてまさかのハーレム展開!! 一条みお 星奈あい 波多野結衣 水野朝陽（2月15日、MOODYZ）
- 乳首責め体感VRすんごい乳首責めで中出しを誘う連続膣搾り痴女お姉さん （2月25日、本中）

- マドンナ専属復活初VR!! 水野朝陽 試験前日、まさかのふたりきり!? 義理のお姉さんの大きいおっぱいもお尻も揉みまくり!! 今日だけは僕のモノ!!（3月19日、マドンナ）
- 究極痴女に責められっぱなし! 卑猥すぎるボディにたっぷり責められる濃密プレイ!（4月6日、HIND）
- 俺専用!! いつでもどこでも絶対服従、究極奉仕の人妻メイドVR 水野朝陽（12月17日、マドンナ）

### イメージDVD
- 水野朝陽、欲しがりペット 〜あなたのカノジョはいつでも欲しがるおねだりペット〜（2015年8月25日、GARDEN）
- Asahi 昇る朝陽と温泉旅行（2016年8月18日、REbecca）※Blu-ray 同時発売
- Asahi2 NATURAL（2017年4月20日、REbecca）※Blu-ray 同時発売
- 僕のお嫁さんは水野朝陽（2018年1月30日、オルスタックソフト販売）
- Asahi3 VACATION～光と水の調べ～（2018年7月19日、REbecca）※Blu-ray 同時発売
- REbecca STARS 6 -The goddesses-（2019年2月21日、REbecca） ※Blu-ray同時発売
- Asahi4 再会のリゾート（2021年4月1日、REbecca）※Blu-ray 同時発売

## 出演

### 映画
- 色慾怪談 ヌルっと入ります（2016年8月5日公開、監督：荒木太郎、オーピー映画）- 峰子 役[14]

### テレビ
- 魚拓と成瀬のツキとスッポンぽん #21・#22（2015年1月25日・2月1日、パチ・スロ サイトセブンTV）

### ウェブテレビ
- 給与明細（2020年3月8日、AbemaTV）[3]

### ゲーム
- 社長と美女たちの二重奏（2024年3月6日[15]、CREAM SOFT）- 緒形伊織 役[16]

## 書籍・その他

### ポーズ集
- ビジュアルヌード・ポーズBOOK act水野朝陽（2016年11月28日、二見書房、撮影：長谷川朗）ISBN 978-4-576-16188-4
- ビジュアルヌード・ポーズBOOK Dessin（2018年5月28日、二見書房、撮影：長谷川朗） ISBN 978-4-576-18081-6

### 写真集
- 蜜ぱら（2017年4月8日、竹書房、撮影：福島裕二）ISBN 978-4-8019-1054-6
- 媚肉bi・ni・ku（2018年10月27日、彩文館出版、撮影：福島裕二）ISBN 978-4-7756-0604-9 ※3000部限定[17]
- 艶ぱら 水野朝陽（2022年4月1日、竹書房、撮影：福島裕二）ISBN 978-4-8019-3024-7

### 書籍
- 副業AV女優（2019年3月27日、彩図社、寺井広樹著、豆あき著）ISBN 978-4-8013-0368-3 - インタビュー集

### デジタル写真集
- 水野朝陽、貸します。（2018年10月18日、若生出版）
- 水野朝陽 裸の女神が復活! 完熟ヘアヌード vol.1 FRIDAYデジタル写真集（2021年5月10日、講談社）
- 水野朝陽 裸の女神が復活! 完熟ヘアヌード vol.2 オール未公開100カット超完全版 FRIDAYデジタル写真集2021年5月10日、講談社）
- 美熟女No.1! Madonnaキャンペーン! 〜専属女優スペシャルフォト〜（2021年6月7日、FANZA BEAUTY COLLECTION）- AVメーカー「マドンナ」専属女優によるオムニバス・デジタル・フォトブック。
- デジグラ・デラックス 水野朝陽 001（2021年07月2日、PAD）
- デジグラ・デラックス 水野朝陽 002（2021年07月30日、PAD）
- Fitch LOOK BOOK（2021年9月30日、FANZA BEAUTY COLLECTION）- 複数モデルによるオムニバス・デジタル・フォトブック。
- 水野朝陽 媚薬の完熟BODY vol.1 FRIDAYデジタル写真集（2021年12月9日、講談社）
- 水野朝陽 媚薬の完熟BODY vol.2 オール未公開100カット超完全版 FRIDAYデジタル写真集（2021年12月9日、講談社）

### アダルトグッズ
- スーパーグラマラス痴女 水野朝陽 8kg超大型ホール（2017年2月8日、ケイ・エム・プロデュース）
- kmp PREMIUM HOLE プレミアムホール 水野朝陽（2017年5月31日、ケイ・エム・プロデュース）
- ラフレシアカップ 水野朝陽［ローション付き］（2017年6月30日、ケイ・エム・プロデュース）
- イイオンナ、ヤリ放題。水野朝陽（2017年8月28日、JAPAN-TOYZ）
- HOLY HOLE (ホーリーホール) LOT NO. 004 水野朝陽（2017年12月25日、日暮里ギフト）
- 水野朝陽のパンティー A 生写真付き（2018年3月28日、AV女優のパンティ）
- 三代目 極上生腰（2018年8月8日、日暮里ギフト）
- 水野朝陽の極上生液 80ml（2018年8月8日、日暮里ギフト）

## 連載
- 悩めるオトナの「SEX治療淫」（日本ジャーナル出版「週刊大衆」2016年9月29日号[18] - ） - JULIA、辻本杏、水野朝陽による持ち回り連載。水野の初回は2016年10月13日号[19]。
- 「水野朝陽パイセン桐谷まつり」（2017年4月13日  - 10月5日、東京スポーツ）[20]
- 水野朝陽の部屋（2017年10月19日 - 2018年4月5日、東スポ裏通り）[21][22]